# 1983년 대한민국의 영화 목록
다음은 1983년에 개봉됐던 대한민국의 영화 목록이다.

## 목록
- 0시의 호텔
- 2월 30일생
- 3일낮 3일밤
- 82 바보들의 청춘
- 겨울여자 2부
- 경아의 사생활
- 광동 살무사
- 광동관 소화자
- 귀문기담
- 귀타귀 2-인혁인/귀타귀
- 금지된 사랑
- 기문 사육방
- 김마리라는 부인
- 나비 품에서 울었다
- 내 인생은 나의 것
- 뇌권
- 다른 시간 다른 장소
- 당신은 나쁜 사람
- 대학들개
- 대학신입생 오달자의 봄
- 돌아온 소림사 주방장
- 돌아온 용팔이
- 들개
- 땜장이 아내
- 마계의 딸
- 마음은 외로운 사냥꾼
- 모정
- 미움의 세월
- 밀명마상객
- 바람 바람 바람
- 바람타는 남자
- 바보스러운 여자
- 백구야 훨훨 날지마라
- 복마전
- 불바람
- 불의 딸
- 비련
- 비호문
- 사랑만들기
- 사랑할 때와 헤어질 때
- 사룡사
- 산동 반점
- 산동여자 물장수
- 소림과 태극문
- 소림사 물장수
- 소림사 용팔이
- 소문 12방/소문십이방
- 소애권
- 송골매의 모두 다 사랑하리
- 슈퍼 타이탄 15
- 슈퍼특급 마징가 7
- 스물 하나의 비망록
- 스페이스 간담브이
- 신서유기(손오공대전비인)
- 심지마
- 아내
- 안개는 여자처럼 속삭인다
- 안개마을
- 암사슴
- 야생마
- 약속한 여자
- 얼굴이 아니고 마음입니다
- 엑스
- 여자 대장장이
- 여자가 더 좋아
- 여자가 밤을 두려워 하랴
- 연인들의 이야기
- 오마담의 외출
- 외출
- 우주전사 홍길동
- 원한의 공동묘지
- 원한의 도전장
- 웬일이니
- 이 한몸 돌이 되어
- 이상한 관계
- 인간시장, 작은 악마 스물두살의 자서전
- 인사대전
- 인생극장
- 일송정 푸른 솔은
- 장미부인
- 장미와 도박사
- 적도의 꽃
- 질투
- 짝코
- 참새와 허수아비
- 천년 백랑
- 철인 삼총사
- 철인들
- 첫사랑은 못잊어
- 춤추는 달팽이
- 친구 애인
- 콤퓨터 핵전함폭파대작전
- 평양 박치기
- 풀잎처럼 눕다
- 하와의 행방
- 해저탐험대 마린X
- 화야
- 황금연필과 개구장이 외계소년
- 황금의 팔
- 흑장미

## 참고 자료
- KOFIC 영화데이터베이스